# تنب سيك (دجغان)
تنب سیك (بالفارسية: تنب سیک) هي قرية تقع في إيران في بلدة دزكان. يقدر عدد سكانها بـ 209 نسمة .